# Belęcin (wieś)
Belęcin (pol. hist. Bylęcino) – wieś w Polsce położona w województwie wielkopolskim, w powiecie wolsztyńskim, w gminie Siedlec.

## Historia
Miejscowość pierwotnie związana była z Wielkopolską. Ma metrykę średniowieczną i istnieje co najmniej od XV wieku. Wymieniona pierwszy raz w dokumencie zapisanym po łacinie z 1409 pod nazwą „Bilanczino", 1510 "Bylaczino", 1517 "Bylienczino”.
Tereny, na których leży miejscowość zasiedlone były jednak wcześniej. Historycy uważają, że prawdopodobnie na granicy Belęcina, w miejscu zwanym w średniowieczu Roszków Ostrów znajdowało się istniejące do dzisiaj dwuczłonowe grodzisko wklęsłe datowane między IX, a połową XIII wieku, w którym znaleziono skarb z XI wieku.
W 1472 miejscowość należała do powiatu kościańskiego Korony Królestwa Polskiego. W 1510 odnotowana jako wieś leżąca w parafii Zbąszyń.
Wieś odnotowana została w historycznych dokumentach prawnych, majątkowych i podatkowych dzięki czemu można odtworzyć panujące w niej stosunki społeczne i własnościowe. Miejscowość była wsią szlachecką należącą początkowo do Jana Głowacza ze Zbąszynia oraz jego żony. Pierwszy raz odnotowana w archiwalnym dokumencie historycznym mówiącym, że w 1409 pani Jadwiga Głowaczowa wdowa po Janie rozgraniczyła wsie Boruję i Belęcin z Tuchorzą. W 1467 odnotowano właściciela wsi Jana Bylęckiego z Belęcina, który kupił z prawem odkupu 3 łany sołtysie w Rogozińcu za 30 grzywien od tamtejszego sołtysa Michała Oganki. W 1472 Dobrogost Kosicki z Kosiczyna nabył 1/3 Belęcina za 100 grzywien od Jana Bylęckiego. W 1505 Stanisław Bylęcki zapisał swojej żonie Małgorzacie Zawadzkiej 100 kop posagu na połowie Belęcina - połowę folwarku, łąki o nazwie Czyste Małe położoną pod granicą wsi oraz ostrowu zwanego Pawłów Ostrów, które należały do wsi.
W 1510 wieś liczyła 7 łanów uprawianych przez kmieci, a dziedzic Stanisław Bylęcki uprawiał wówczas 2 łany. W 1530 odnotowano pobór z 3 łanów oraz 2 łany, które zostały zniszczone przez gradobicie. W 1554 odnotowano Jana Bylęckiego dziedzica z Belęcina. W 1563 odnotowano pobór podatków od 5 łanów oraz od karczmy. W 1581 pobór we wsi płacił Wojciech Bylęcki - od 3 łanów, 1/8 łana karczmarskiego, 6 zagrodników, 3 komorników oraz od kolejnego komornika, a także od krawca. Płatnikiem był wówczas także kolejny właściciel części wsi Baltazar Bylęcki, który zapłacił podatek od 3 łanów, 1/8 łana karczmarskiego, 5 zagrodników oraz od 2 komorników.
W 1571 opisane zostały granice Belęcina z sąsiednimi wsiami. Z Zakrzewkiem biegła od kopca narożnego tych wsi z Zakrzewem, stojącego w środku strugi Pokrzywna, przez staje wzdłuż tejże strugi, a następnie kolejno przez łąki, pod lasem Klucze, między rolami obu tych wsi i przez bór do narożnika z Przyprostynią. Dalej granica Belęcina z Przeprostynią szła przez łąki Czyste Wielkie, koło studzionki, przez łąki Czyste Małe do narożnika Belęcin, Przeprostyni i Boruji. Z kolei granica Belęcina z Borują przecinała drogi do Belęcina i do Zakrzewka, a następnie wzdłuż strużki oddzielającej pola borujskie od Pawłowego Ostrowa leżącego w Bylęcinie dochodziła do Ossowej Strugi i prawym jej korytem (prawą wodomyczą) dochodziła do Tokarskiej Studni i do narożnika Belęcina, Boruji i Tuchorzy.
W okresie Wielkiego Księstwa Poznańskiego (1815-1848) miejscowość wzmiankowana jako Belęcin należała do wsi większych w ówczesnym powiecie babimojskim rejencji poznańskiej. Belęcin należał do tuchorskiego okręgu policyjnego tego powiatu i stanowił siedzibę majątku Belęcin, który należał wówczas do Piotra Mielęckiego. Według spisu urzędowego z 1837 roku Belęcin liczył 251 mieszkańców, którzy zamieszkiwali 25 dymów (domostw).
W latach 1954–1961 wieś była siedzibą gromady Belęcin.
W latach 1975–1998 miejscowość administracyjnie należała do województwa zielonogórskiego.
W miejscowości znajduje się zabytkowy pałac z 1870 roku, przebudowany na pocz. XX wieku (obecnie funkcjonuje w nim szkoła podstawowa i przedszkole) oraz park z cennymi okazami drzew.